# 대한민국의 농림축산식품부 차관
농림축산식품부 차관(農林畜産食品部 次官)은 장관을 보좌하는 직위로, 정무직공무원으로 보한다.

## 임명
- 농림축산식품부 차관은 대통령이 임명한다.

## 역할
- 농림축산식품부 차관은 장관을 보좌하여 소관사무를 처리하고 소속공무원을 지휘·감독하며, 장관이 사고로 직무를 수행할 수 없으면 그 직무를 대행한다.

## 역대 차관

### 농림부 차관
| 정부      | 대수     | 이름           | 임기                             | 비고              |
| --------- | -------- | -------------- | -------------------------------- | ----------------- |
| 제1공화국 | 초대     | 남봉순(南鳳淳) | 1948년 8월 15일~1948년 9월 29일  |                   |
| 제1공화국 | 2대      | 강정택(姜鋌澤) | 1948년 9월 30일~1949년 3월 24일  |                   |
| 제1공화국 | 3대      | 정구흥(鄭求興) | 1949년 4월 8일~1950년 3월 13일   |                   |
| 제1공화국 | 4대      | 주석균(朱碩均) | 1950년 3월 14일~1950년 12월 16일 |                   |
| 제1공화국 | 5대      | 최창덕(崔昶德) | 1951년 3월 14일~1951년 6월 1일   |                   |
| 제1공화국 | 6대      | 원용석(元容奭) | 1951년 6월 2일~1952년 10월 23일  |                   |
| 제1공화국 | 7대      | 정재설(鄭在卨) | 1952년 10월 24일~1954년 2월 10일 |                   |
| 제1공화국 | 8대      | 남봉순(南鳳淳) | 1954년 2월 10일~1954년 6월 23일  |                   |
| 제1공화국 | 9대      | 김원태(金元泰) | 1954년 7월 9일~1955년 2월 15일   |                   |
| 제1공화국 | 10대     | 김현철(金顯哲) | 1955년 2월 16일~1955년 7월 11일  |                   |
| 제1공화국 | 11대     | 김원태(金元泰) | 1955년 7월 30일~1955년 11월 25일 |                   |
| 제1공화국 | 12대     | 권성기(權聖基) | 1955년 11월 26일~1957년 7월 5일  |                   |
| 제1공화국 | 13대     | 김병윤(金秉允) | 1957년 7월 6일~1959년 4월 9일    |                   |
| 제1공화국 | 14대     | 김장섭(金長涉) | 1959년 4월 10일~1959년 12월 21일 |                   |
| 제1공화국 | 15대     | 박도언(朴道彦) | 1959년 12월 22일~1960년 8월 23일 |                   |
| 제2공화국 | 16대     | 김기철(金基喆) | 1960년 8월 23일~1961년 5월 3일   | 정무차관          |
| 제2공화국 | 16대     | 김성규(金聖圭) | 1960년 8월 30일~1961년 7월 7일   | 사무차관          |
| 제2공화국 | 17대     | 배성기(裵聖基) | 1961년 5월 3일~1961년 5월 20일   | 정무차관          |
| 제2공화국 | 직무대리 | 김봉관(金鳳官) | 1961년 5월 21일~1961년 7월 10일  | 정무차관 직무대리 |
| 제2공화국 | 직무대리 | 윤의주(尹義柱) | 1961년 7월 7일~1961년 7월 11일   | 사무차관 직무대리 |
| 제2공화국 | 18대     | 김종대(金鍾大) | 1961년 7월 11일~1963년 7월 1일   |                   |
| 제3공화국 | 19대     | 정남규(鄭南奎) | 1963년 7월 1일~1964년 5월 18일   |                   |
| 제3공화국 | 20대     | 한국진(韓國鎭) | 1964년 5월 18일~1966년 4월 14일  |                   |
| 제3공화국 | 21대     | 김영준(金榮俊) | 1966년 4월 22일~1967년 6월 29일  |                   |
| 제3공화국 | 22대     | 장예준(張禮準) | 1967년 7월 4일~1968년 5월 24일   |                   |
| 제3공화국 | 23대     | 진봉현(陳鳳鉉) | 1968년 5월 24일~1971년 1월 16일  |                   |
| 제4공화국 | 24대     | 이득용(李得龍) | 1971년 7월 4일~1973년 3월 27일   |                   |

### 농수산부 차관
| 정부      | 대수           | 이름                             | 임기                            | 비고                      |
| --------- | -------------- | -------------------------------- | ------------------------------- | ------------------------- |
| 제4공화국 | 24대           | 이득용(李得龍)                   | 1973년 3월 28일~1973년 8월 8일  |                           |
| 제4공화국 | 25대           | 장덕진(張德鎭)                   | 1973년 8월 8일~1975년 12월 23일 |                           |
| 제4공화국 | 26대           | 주성규(朱聖奎)                   | 1975년 12월 24일~1976년 5월 7일 |                           |
| 제4공화국 | 27대           | 장덕희(張德熙)                   | 1976년 5월 11일~1978년 6월 27일 |                           |
| 제4공화국 | 28대           | 남욱(南旭)                       | 1978년 6월 27일~1980년 7월 9일  |                           |
| 제4공화국 | 29대           | 강인희(姜仁熙)                   | 1980년 7월 19일~1983년 10월 9일 | 아웅산 테러 사건으로 순국 |
| 제5공화국 | 29대           | 강인희(姜仁熙)                   | 1980년 7월 19일~1983년 10월 9일 | 아웅산 테러 사건으로 순국 |
| 30대      | 조익래(趙益來) | 1983년 10월 15일~1986년 8월 28일 |                                 |                           |
| 31대      | 류종탁(柳鍾卓) | 1986년 8월 29일~1986년 12월 31일 |                                 |                           |

### 농림수산부 차관
| 정부        | 대수 | 이름           | 임기                              | 비고 |
| ----------- | ---- | -------------- | --------------------------------- | ---- |
| 제5공화국   | 31대 | 류종탁(柳鍾卓) | 1987년 1월 1일~1988년 3월 4일     |      |
| 노태우 정부 | 32대 | 이병기(李丙基) | 1988년 3월 5일~1990년 9월 26일    |      |
| 노태우 정부 | 33대 | 이동우(李東雨) | 1990년 9월 27일~1990년 12월 27일  |      |
| 노태우 정부 | 34대 | 이병석(李炳淅) | 1990년 12월 28일~1992년 4월 20일  |      |
| 노태우 정부 | 35대 | 김한곤(金漢坤) | 1992년 4월 21일~1993년 3월 3일    |      |
| 김영삼 정부 | 36대 | 조규일(曺圭一) | 1993년 3월 4일~1993년 4월 2일     |      |
| 김영삼 정부 | 37대 | 김태수(金泰洙) | 1993년 4월 3일~1994년 5월 22일    |      |
| 김영삼 정부 | 38대 | 이석채(李錫采) | 1994년 5월 23일~1994년 12월 25일  |      |
| 김영삼 정부 | -    | 김정룡(金正瀧) | 1995년 1월 19일                   | 추서 |
| 김영삼 정부 | 39대 | 박상우(朴相禹) | 1994년 12월 26일~1995년 12월 25일 |      |
| 김영삼 정부 | 40대 | 조일호(趙壹鎬) | 1995년 12월 26일~1996년 8월 8일   |      |

### 농림부 차관
| 정부        | 대수 | 이름           | 임기                            | 비고 |
| ----------- | ---- | -------------- | ------------------------------- | ---- |
| 김영삼 정부 | 40대 | 조일호(趙壹鎬) | 1996년 8월 9일~1998년 3월 9일   |      |
| 김대중 정부 | 41대 | 김동태(金東泰) | 1998년 3월 9일~2000년 1월 26일  |      |
| 김대중 정부 | 42대 | 김동근(金東根) | 2000년 1월 27일~2002년 2월 4일  |      |
| 김대중 정부 | 43대 | 서규용(徐圭龍) | 2002년 2월 4일~2002년 7월 20일  |      |
| 김대중 정부 | 44대 | 안종운(安鍾云) | 2002년 7월 22일~2003년 3월 3일  |      |
| 노무현 정부 | 45대 | 김정호(金正鎬) | 2003년 3월 3일~2004년 1월 29일  |      |
| 노무현 정부 | 46대 | 김주수(金周秀) | 2004년 1월 29일~2004년 9월 17일 |      |
| 노무현 정부 | 47대 | 이명수(李銘洙) | 2004년 10월 18일~2006년 8월 8일 |      |
| 노무현 정부 | 48대 | 박해상(朴海相) | 2006년 8월 9일~2008년 2월 29일  |      |

### 농림수산식품부 차관

#### 농림수산식품부 제1차관
| 정부        | 대수 | 이름           | 임기                            | 비고 |
| ----------- | ---- | -------------- | ------------------------------- | ---- |
| 이명박 정부 | 초대 | 정학수(丁鶴秀) | 2008년 3월 1일~2009년 1월 22일  |      |
| 이명박 정부 | 2대  | 민승규(閔勝奎) | 2009년 1월 23일~2010년 8월 16일 |      |
| 이명박 정부 | 3대  | 김재수(金在水) | 2010년 8월 16일~2011년 7월 22일 |      |
| 이명박 정부 | 4대  | 이상길(李相吉) | 2011년 7월 22일~2013년 3월 13일 |      |

#### 농림수산식품부 제2차관
| 정부        | 대수 | 이름           | 임기                            | 비고 |
| ----------- | ---- | -------------- | ------------------------------- | ---- |
| 이명박 정부 | 초대 | 박덕배(朴德培) | 2008년 3월 1일~2009년 1월 22일  |      |
| 이명박 정부 | 2대  | 하영제(河榮帝) | 2009년 1월 23일~2010년 8월 16일 |      |
| 이명박 정부 | 3대  | 정승(鄭勝)     | 2010년 8월 16일~2011년 6월 7일  |      |
| 이명박 정부 | 4대  | 오정규(吳定圭) | 2011년 6월 7일~2013년 3월 13일  |      |

### 농림축산식품부 차관
| 정부        | 대수 | 이름           | 임기                             | 비고 |
| ----------- | ---- | -------------- | -------------------------------- | ---- |
| 박근혜 정부 | 초대 | 여인홍(呂寅弘) | 2013년 3월 13일~2016년 6월 7일   |      |
| 박근혜 정부 | 2대  | 이준원         | 2016년 6월 8일~2017년 6월 12일   |      |
| 문재인 정부 | 3대  | 김현수(金炫秀) | 2017년 6월 13일~2019년 5월 23일  |      |
| 문재인 정부 | 4대  | 이재욱(李在彧) | 2019년 5월 23일~2020년 12월 24일 |      |
| 문재인 정부 | 5대  | 박영범(朴泳範) | 2020년 12월 25일~2021년 12월 3일 |      |
| 문재인 정부 | 6대  | 김종훈(金鍾熏) | 2021년 12월 4일~2022년 5월 9일   |      |
| 윤석열 정부 | 7대  | 김인중(金仁中) | 2022년 5월 10일~2023년 7월 2일   |      |
| 윤석열 정부 | 8대  | 한훈(韓焄)     | 2023년 7월 3일 ~ 2024년 7월 4일  |      |
| 윤석열 정부 | 9대  | 박범수(朴範洙) | 2024년 7월 5일 ~ 2025년 6월 20일 |      |
| 이재명 정부 | 10대 | 강형석(姜亨錫) | 2025년 6월 20일 ~                |      |

## 같이 보기
- 농림축산식품부
- 농림축산식품부 장관
- 농림축산식품부 차관보